# Ordrup Strand
 Ikke at forveksle med Ordrup.
Ordrup Strand er en strand og et sommerhusområde på Nordvestsjælland med 201 indbyggere i byområdet (2023).
Ordrup Strand er beliggende i Fårevejle Sogn ved Sejerøbugten fem kilometer nordvest for Fårevejle Kirkeby og 27 kilometer nordvest for Holbæk. Badestranden Ordrup Strand ligger mellem Skamlebæk Strand mod nordøst og Hvideklint på Ordrup Næs mod nordvest.
Sommerhusområdet ligger i Odsherred Kommune, der er beliggende i Region Sjælland.